# Изток 1 (жилищен комплекс)
Изток 1 е жилищен комплекс, разположен в източната част на град Търговище. Комплекса е разположен в непосредствена близост до центъра на града, на североизток от него. До комплекса се намират: Гробищен парк Търговище, парк Юкя, Автогара Търговище.
В комплекса се намират жилищните блокове с номера: 1,2,3,4,5,6,7,8,9,10,11,12,13. Жилищни блокове с адреси: ул. „Васил Левски“ – 29,31,33,35,37,39,45; ул. „Кюстенджа“ – 8; ул. „Доспат“ – 11.